# Breitengrund (Nordhalben)
Breitengrund ist eine Wüstung auf dem Gemeindegebiet des Marktes Nordhalben im Landkreis Kronach (Oberfranken, Bayern).

## Geographie
Die Einöde Breitengrund lag an der Nurner Ködel auf einer Höhe von 447 m ü. NHN. Sie war nur über einen Wirtschaftsweg erreichbar, der der Ködel entlang nach Mauthaus zur Staatsstraße 2207 (2,3 km südlich) bzw. zur Staatsstraße 2198 (5,5 km nördlich) führt.

## Geschichte
Der Ort wurde ursprünglich Breitengrundmühle genannt und gehörte in der ersten Hälfte des 19. Jahrhunderts zu dem Gemeindegebiet der Realgemeinde Nordhalben. Sie erhielt die Haus-Nr. 178 dieses Ortes. Vor 1928 brannte das Anwesen ab. Spätestens ab 1964 war es wieder bewohnt. Vor der Inbetriebnahme der Trinkwassertalsperre Mauthaus im Jahr 1975 wurde das Anwesen abgebrochen.

### Einwohnerentwicklung
| Jahr      | 001861 | 001871 | 001885 | 001900 | 001925 | 001950 | 001961 | 001970 |
| Einwohner | 4      | 2      | 3      | 1      | 0      | 0      | 6      | 2      |
| Häuser    |        |        | 1      | 1      | 0      | 0      | 1      |        |
| Quelle    | [ 6 ]  | [ 7 ]  | [ 8 ]  | [ 9 ]  | [ 3 ]  | [ 10 ] | [ 4 ]  | [ 11 ] |

## Religion
Der Ort war ursprünglich rein katholisch und nach St. Bartholomäus (Nordhalben) gepfarrt.

## Weblink
- Breitengrund in der Ortsdatenbank des bavarikon, abgerufen am 20. August 2021.